# 74è Festival Internacional de Cinema de Canes
El 74è Festival Internacional de Cinema de Canes va tenir lloc del 6 al 17 de juliol de 2021, després d'haver estat programat originalment per l'11 al 22 de maig de 2021. El director estatunidenc Spike Lee va ser convidat a ser el cap del jurat del festival per segona vegada, després que la pandèmia de COVID-19 a França va enfonsar els plans per fer-lo encapçalar el jurat del Festival de Canes de 2020.
La Selecció Oficial es va anunciar el 3 de juny de 2021. La pel·lícula musical Annette del director de cinema francès Leos Carax va ser la pel·lícula d'obertura del festival. Onoda: 10.000 nits a la jungla d'Arthur Harrari va obrir la secció Un Certain Regard. La Palma d'Or honorària va ser atorgada a l'actriu i cineasta nord-americana Jodie Foster i al cineasta italià Marco Bellocchio.
La Palma d'Or fou atorgada a Titane, dirigida per Julia Ducournau, que es va convertir en la segona dona directora a guanyar el premi i la primera a guanyar no juntament amb un altre director (el 1993 Jane Campion la va guanyar conjuntament amb Chen Kaige). A la cerimònia de lliurament dels premis el 17 de juliol de 2021, el cap del jurat, Spike Lee, va cometre una errada en anunciar accidentalment el primer premi del festival al començament de la nit en lloc del final.
La mestressa de cerimònies va ser l'actriu Doria Tillier.

## Jurats

### Competició principal
- Spike Lee, director nord-americà, president del jurat
- Mati Diop, directora i actriu franco-senegalesa
- Mylène Farmer, cantant i compositora franco-canadenca
- Maggie Gyllenhaal, actriu, directora i productora nord-americana
- Jessica Hausner, directora i guionista austríaca
- Mélanie Laurent, actriu i directora francesa
- Kleber Mendonça Filho, director, programador de cinema i crític brasiler
- Tahar Rahim, actor francès
- Song Kang-ho, actor sud-coreà

### Un Certain Regard
- Andrea Arnold, director britànic, president del jurat
- Daniel Burman, director argentí
- Michael Angelo Covino, director i actor nord-americà
- Mounia Meddour, directora algeriana
- Elsa Zylberstein, actriu francesa

### Caméra d'or
- Mélanie Thierry, actriu francesa, presidenta del jurat
- Audrey Abiven, directora francesa de Tri Track (empresa de post-sincronització)
- Éric Caravaca, actor i director francès
- Romain Cogitore, director, guionista i fotògraf francès
- Laurent Dailland, director francès de fotografia
- Pierre-Simon Gutman, crític francès

### Cinéfondation i curtmetratges
- Sameh Alaa, director egipci
- Kaouther Ben Hania, director tunisià
- Carlos Muguiro, director espanyol
- Tuva Novotny, directora i actriu sueca
- Nicolas Pariser, director francès
- Alice Winocour, directora francesa

### Jurats independents
Setmana Internacional de la Crítica
- Cristian Mungiu, director i guionista romanès, president del jurat
- Didar Domehri, productor francès
- Camélia Jordana, actriu, compositora i cantant francesa
- Michel Merkt, productor suís
- Karel Och, director artístic txec del Festival Internacional de Cinema de Karlovy Vary

L'Œil d'or
- Ezra Edelman, director nord-americà, president del jurat
- Julie Bertuccelli, directora francesa
- Iris Brey, periodista, autora i crítica francesa
- Déborah François, actriu belga
- Orwa Nyrabia, directora, productora i directora artística siriana del Festival Internacional de Cinema Documental d'Amsterdam

Palma Queer
- Nicolas Maury, actor i director francès, president del jurat
- Josza Anjembe, directora, guionista i periodista francesa
- Roxane Mesquida, actriu francesa
- Vahram Muratyan, artista i dissenyador gràfic francès
- Aloïse Sauvage, actriu i cantant francesa

## Selecció oficial

### En competició
Les següents pel·lícules van ser seleccionades per competir per la Palma d'Or:
| Títol                               | Director(s)               | País de producció                                        |
| ----------------------------------- | ------------------------- | -------------------------------------------------------- |
| Hadereḵ הַבֶּרֶךְ                        | Nadav Lapid               | Israel, França                                           |
| Annette (pel·lícula d’apertura)     | Leos Carax                | França, Alemanya, Bèlgica                                |
| Benedetta (QP)                      | Paul Verhoeven            | França, Països Baixos                                    |
| Bergman Island                      | Mia Hansen-Løve           | Brasil, França, Alemanya, Mèxic                          |
| Haut et fort                        | Nabil Ayouch              | Marroc, França                                           |
| Hytti nro 6 (QP)                    | Juho Kuosmanen            | Rússia, Finlàndia                                        |
| La Fracture (QP)                    | Catherine Corsini         | França                                                   |
| Doraibu mai kā ドライブ・マイ・カ   | Ryusuke Hamaguchi         | Japó                                                     |
| Tout s'est bien passé (QP)          | François Ozon             | França                                                   |
| Flag Day                            | Sean Penn                 | Estats Units                                             |
| France                              | Bruno Dumont              | França, Itàlia, Alemanya, Bèlgica                        |
| The French Dispatch                 | Wes Anderson              | Estats Units                                             |
| Ghahreman قهرمان                    | Asghar Farhadi            | Iran                                                     |
| Lingui, The Sacred Bonds            | Mahamat Saleh Haroun      | Bèlgica, Txad, França, Alemanya                          |
| Memoria                             | Apichatpong Weerasethakul | Colòmbia, França, Alemanya, Mèxic, Tailàndia, Regne Unit |
| Nitram                              | Justin Kurzel             | Austràlia                                                |
| Les Olympiades (QP)                 | Jacques Audiard           | França                                                   |
| La febre de Petrov Петровы в гриппе | Kirill Serebrennikov      | França, Alemanya, Rússia, Suïssa                         |
| Red Rocket                          | Sean Baker                | Estats Units                                             |
| Les Intranquilles                   | Joachim Lafosse           | Bèlgica, França                                          |
| A feleségem története               | Ildikó Enyedi             | Hongria, França, Alemanya, Itàlia                        |
| Tre piani                           | Nanni Moretti             | Itàlia, França                                           |
| Titane (QP)                         | Julia Ducournau           | Bèlgica, França                                          |
| Verdens verste menneske             | Joachim Trier             | Noruega, Suècia, França                                  |

(QP) indica que la pel·lícula també compet per la Palma Queer.

### Un Certain Regard
Les següents pel·lícules foren seleccionades per competir a la secció Un Certain Regard section:
| Títol                                                      | Director(s)                  | País de producció                                   |
| ---------------------------------------------------------- | ---------------------------- | --------------------------------------------------- |
| After Yang                                                 | Kogonada                     | Estats Units                                        |
| Blue Bayou                                                 | Justin Chon                  | Estats Units                                        |
| Bonne mère                                                 | Hafsia Herzi                 | França                                              |
| Bağlılık Hasan                                             | Semih Kaplanoğlu             | Turquia                                             |
| Freda (CdO)                                                | Gessica Généus               | Haití                                               |
| Gaey wa'r (CdO)                                            | Jiazuo Na                    | R.P. de la Xina                                     |
| Große Freiheit (QP)                                        | Sebastian Meise              | Àustria                                             |
| Delo Дело                                                  | Aleksey German, Jr.          | Rússia                                              |
| De uskyldige                                               | Eskil Vogt                   | Dinamarca, Finlàndia, Noruega, Suècia, Estats Units |
| La civil (CdO)                                             | Teodora Mihai                | Bèlgica, Mèxic, Romania                             |
| Lamb(CdO) Dýrið                                            | Valdimar Jóhannsson          | Islàndia, Polònia, Suècia                           |
| Let It Be Morning תן לזה להיות בוקר                        | Eran Kolirin                 | Israel                                              |
| Moneyboys (CdO, QP)                                        | C.B. Yi                      | Àustria, Bèlgica, França, Taiwan                    |
| Mes frères et moi (CdO)                                    | Yohan Manca                  | França                                              |
| Onoda, 10 000 nuits dans la jungle (pel·lícula d’apertura) | Arthur Harari                | França, Alemanya, Bèlgica, Itàlia                   |
| Noche de fuego                                             | Tatiana Huezo                | Mèxic                                               |
| Rehana Maryam Noor রেহানা মরিয়ম নূর                             | Abdullah Mohammad Saad       | Bangladesh                                          |
| Un monde (CdO)                                             | Laura Wandel                 | Bèlgica                                             |
| Razjimaia kulaki Разжимая кулаки                           | Kira Kovalenko               | Rússia                                              |
| Jenite platxat (QP) Жените плачат                          | Vesela Kazakova, Mina Mileva | Bulgària, França                                    |

(CdO) indica pel·lícula elegible per la Caméra d'Or a la millor opera prima.
(QP) indica pel·lícula que compet per la Queer Palm.

### Fora de competició
Les següents pel·lícules foren seleccionades per ser projectades fora de competició:
| Títol                                                            | Director(s)                        | País de producció |
| ---------------------------------------------------------------- | ---------------------------------- | ----------------- |
| Aline                                                            | Valérie Lemercier                  | Canadà, França    |
| BAC Nord                                                         | Cédric Jimenez                     | França            |
| Bisangseongeon 비상선언                                          | Han Jae-rim                        | Corea del Sud     |
| De son vivant                                                    | Emmanuelle Bercot                  | França            |
| OSS 117 : Alerte rouge en Afrique noire (pel·lícula de clausura) | Nicolas Bedos                      | França            |
| Stillwater                                                       | Tom McCarthy                       | Estats Units      |
| The Velvet Underground                                           | Todd Haynes                        | Estats Units      |
| On és Anne Frank?                                                | Ari Folman                         | Israel            |
| Projeccions de mitjanit                                          |                                    |                   |
| Oranges sanguines                                                | Jean-Christophe Meurisse           | França            |
| Suprêmes                                                         | Audrey Estrougo                    | França            |
| Tralala                                                          | Arnaud Larrieu, Jean-Marie Larrieu | França            |

### Cannes Premiere
Les següents pel·lícules foren seleccionades per ser projectades a la secció Cannes Premiere section:
| Títol                                            | Director(s)          | País de producció |
| ------------------------------------------------ | -------------------- | ----------------- |
| Belle: Ryū to Sobakasu no Hime 竜とそばかすの姫' | Mamoru Hosoda        | Japó              |
| Cow                                              | Andrea Arnold        | Regne Unit        |
| Tromperie                                        | Arnaud Desplechin    | França            |
| Evolúció                                         | Kornél Mundruczó     | Hongria           |
| Serre-moi fort                                   | Mathieu Amalric      | França            |
| In Front of Your Face 당신의 얼굴 앞에서         | Hong Sang-soo        | Corea del Sud     |
| Jane par Charlotte (CdO)                         | Charlotte Gainsbourg | França            |
| JFK Revisited: Through the Looking Glass         | Oliver Stone         | Estats Units      |
| Cette musique ne joue pour personne              | Samuel Benchetrit    | França            |
| Marx può aspettare                               | Marco Bellocchio     | Itàlia            |
| Mothering Sunday                                 | Eva Husson           | Regne Unit        |
| Val                                              | Ting Poo, Leo Scott  | Estats Units      |
| Vortex                                           | Gaspar Noé           | Argentina, Itàlia |

(CdO) indica pel·lícula elegible per la Caméra d'Or a la millor opera prima.

### Projeccions especials
| Títol                                     | Director(s) | País de producció                             |
| ----------------------------------------- | --- | --------------------------------------------- |
| O Marinheiro das Montanhas                | Karim Aïnouz | Brasil                                        |
| Black Notebooks                           | Shlomi Elkabetz | Israel                                        |
| Babi Yar. Context                         | Sergei Loznitsa | Països Baixos, Ucraïna                        |
| Mi iubita, mon amour (CdO)                | Noémie Merlant | França                                        |
| New Worlds, The Cradle of a Civilization  | Andrew Muscato | Grècia, Estats Units                          |
| Les Héroïques (CdO)                       | Maxime Roy | França                                        |
| Are You Lonesome Tonight? (CdO)           | Wen Shipei | R.P. de la Xina                               |
| H6 (CdO)                                  | Yé Yé | França                                        |
| The Year of the Everlasting Storm         | Jafar Panahi, Anthony Chen, Malik Vitthal, Laura Poitras, Dominga Sotomayor Castillo, David Lowery, Apichatpong Weerasethakul | Iran, Singapur, Estats Units, Xile, Tailàndia |
| Revolution of Our Times 時代革命 (紀錄片) | Kiwi Chow | Hong Kong                                     |

(CdO) indica pel·lícula elegible per la Caméra d'Or a la millor opera prima.

### Cinema pel Clima
Secció efímera de pel·lícules sobre el medi ambient:
| Títol                  | Director(s)   | País producció          |
| ---------------------- | ------------- | ----------------------- |
| Marcher sur l'eau''    | Aïssa Maïga   | Níger, França           |
| Animal                 | Cyril Dion    | França                  |
| Bigger Than Us         | Flore Vasseur | França                  |
| The Croisade           | Louis Garrel  | França                  |
| I Am So Sorry          | Zhao Liang    | França, R.P. de la Xina |
| Invisible Demons       | Rahul Jain    | Índia                   |
| La Panthère des neiges | Marie Amiguet | França                  |

### Curtmetratges
D’un total de 3.739 entrades, les següents foren seleccionades per competir per la Palma d'Or al millor curtmetratge.
| Títol                      | Director(s)           | País de producció          |
| -------------------------- | --------------------- | -------------------------- |
| Severen Pol                | Marija Apcevska       | Macedònia del Nord, Sèrbia |
| Pa Vend                    | Samir Karahoda        | Kosovo                     |
| Det er i jorden            | Casper Kjeldsen       | Dinamarca                  |
| Orthodontics               | Mohammadreza Mayghani | Iran                       |
| Haut les coeurs(QP)        | Adrian Moyse Dullin   | França                     |
| Noite turva                | Diogo Salgado         | Portugal                   |
| Sideral                    | Carlos Segundo        | Brasil, França             |
| All the Crows in the World | Tang Yi               | Hong Kong                  |
| Céu de Agosto              | Jasmin Tenucci        | Brasil, Islàndia           |
| Xue Yun                    | Wu Lang               | R.P. de la Xina            |

(QP) indica que compet per la Palma Queer.

### Cinéfondation
La secció Cinéfondation se centra en les pel·lícules realitzades per estudiants de les escoles de cinema. Les següents 17 entrades (13 d'acció en viu i 4 pel·lícules d'animació) van ser seleccionades d'entre 1.835 presentacions. Quatre de les pel·lícules seleccionades representen escoles que participen per primera vegada a Cinéfondation.
| Títol                                        | Director(s)               | Escola                                       |
| -------------------------------------------- | ------------------------- | -------------------------------------------- |
| Billy Boy (QP)                               | Sacha Amaral              | Universidad Nacional de las Artes, Argentina |
| Prin oraș circulă scurte povești de dragoste | Carina-Gabriela Dașoveanu | UNATC I.L.Caragiale, Romania                 |
| L'enfant salamandre                          | Théo Degen                | INSAS, Bèlgica                               |
| Bestie wokół nas                             | Natalia Durszewicz        | Escola de Cinema de Łódź, Polònia            |
| Oyogeruneko                                  | Huang Menglu              | Musashino Art University, Japó               |
| Other Half                                   | Lina Kalcheva             | NFTS, Regne Unit                             |
| Night Visit (הביקור)                         | Mya Kaplan                | Universitat de Tel-Aviv, Israel              |
| Bill and Joe Go Duck Hunting                 | Auden Lincoln-Vogel       | University of Iowa, Estats Units             |
| Frida (QP)                                   | Aleksandra Odić           | DFFB, Alemanya                               |
| Rudé boty                                    | Anna Podskalská           | FAMU, Txèquia                                |
| La caída del vencejo (QP)                    | Gonzalo Quincoces         | ESCAC, Espanya                               |
| Cantareira                                   | Rodrigo Ribeyro           | Academia Internacional de Cinema, Brasil     |
| Fonica M-120                                 | Olivér Rudolf             | SZFE, Hongria                                |
| Frie Mænd                                    | Óskar Kristinn Vignisson  | Den Danske Filmskole, Dinamarca              |
| King Max (QP)                                | Adèle Vincenti-Crasson    | La Fémis, França                             |
| Saint Android                                | Lukas Von Berg            | Filmakademie Baden-Württemberg, Alemanya     |
| Cicada (QP)                                  | Yoon Daewoen              | K-ARTS, Corea del Sud                        |

(QP) indica pel·lícula que competeix per la Palma Queer.

### Cannes Classics
La programació completa de la secció Cannes Classics es va anunciar el 22 de juny de 2021.

#### Restauracions
| Títol                                 | Director(s)                         | País de producció                        |
| ------------------------------------- | ----------------------------------- | ---------------------------------------- |
| Orfeu negre (1959)                    | Marcel Camus                        | França, Brasil, Itàlia                   |
| Až prijde kocour (1963)               | Vojtěch Jasný                       | Txèquia                                  |
| Bal Poussière (1989)                  | Henri Duparc                        | Costa d'Ivori                            |
| Chère Louise (1972)                   | Philippe de Broca                   | França, Itàlia                           |
| Yashagaike (1979) (夜叉ケ池)          | Masahiro Shinoda                    | Japó                                     |
| Napló gyermekeimnek (1983)            | Márta Mészáros                      | Hongria                                  |
| La Double vie de Véronique (1991)     | Krzysztof Kieślowski                | França, Polònia, Noruega                 |
| F for Fake (1973)                     | Orson Welles                        | França, Iran, Alemanya                   |
| Francesco, giullare di Dio (1950)     | Roberto Rossellini                  | Itàlia                                   |
| Dan četrnaesti (1960) Дан четрнаести  | Zdravko Velimirović                 | Iugoslàvia                               |
| Friendship's Death (1987)             | Peter Wollen                        | Regne Unit                               |
| La Drôlesse (1978)                    | Jacques Doillon                     | França                                   |
| I Know Where I'm Going! (1945)        | Michael Powell i Emeric Pressburger | Regne Unit                               |
| The Killing Floor (1985)              | Bill Duke                           | Estats Units                             |
| Letter from an Unknown Woman (1948)   | Max Ophüls                          | Estats Units                             |
| Lumumba, la mort d'un prophète (1990) | Raoul Peck                          | França, Alemanya, Suïssa, Bèlgica, Haití |
| Tsuki wa noborinu (1955) 月は上りぬ   | Kinuyo Tanaka                       | Japó                                     |
| Mulholland Drive (2001)               | David Lynch                         | Estats Units, França                     |
| Murder in Harlem (1935)               | Oscar Micheaux                      | Estats Units                             |
| Échec au porteur (1957)               | Gilles Grangier                     | França                                   |
| El camino (1958)                      | Ana Mariscal                        | Espanya                                  |
| Il Cammino della speranza (1950)      | Pietro Germi                        | Itàlia                                   |
| Monanieba (1987) (მონანიება)          | Tengiz Abuladze                     | Unió Soviètica                           |
| La Guerre est finie (1966)            | Alain Resnais                       | França                                   |

#### Documentals
| Títol                                              | Director(s)         | País de producció |
| -------------------------------------------------- | ------------------- | ----------------- |
| Montand est à nous                                 | Yves Jeuland        | França            |
| Buñuel, un cineasta surrealista                    | Javier Espada       | Espanya           |
| Et j'aime à la fureur                              | André Bonzel        | França            |
| Oscar Micheaux - The Superhero of Black Filmmaking | Francesco Zippel    | Itàlia            |
| Satoshi Kon, l'illusioniste                        | Pascal-Alex Vincent | França, Japó      |
| The Storms of Jeremy Thomas                        | Mark Cousins        | Regne Unit        |
| The Story of Film: A New Generation                | Mark Cousins        | Regne Unit        |

### Cinéma de la plage
Les següents pel·lícules foren seleccionades per ser projectades fora de competició a la secció "Cinéma de la plage".
| Títol                               | Director(s)        | País de producció            |
| ----------------------------------- | ------------------ | ---------------------------- |
| Le Fabuleux destin d'Amélie Poulain | Jean-Pierre Jeunet | França                       |
| Crna mačka, beli mačor              | Emir Kusturica     | Iugoslàvia, França, Alemanya |
| David Byrne's American Utopia       | Spike Lee          | Estats Units                 |
| F9                                  | Justin Lin         | Estats Units                 |
| Fa yeung nin wa (花樣年華           | Wong Kar-wai       | Hong Kong                    |
| JFK (Director's cut)                | Oliver Stone       | Estats Units                 |
| Lovers Rock                         | Steve McQueen      | Regne Unit, Estats Units     |
| Scarecrow                           | Jerry Schatzberg   | Estats Units                 |
| Le Sommet des Dieux                 | Patrick Imbert     | França, Luxemburg            |
| Tom Medina                          | Tony Gatlif        | França                       |

## Seccions paral·leles

### Setmana de la Crítica
Les següents pel·lícules foren seleccionades per ser projectades a la Setmana de la Crítica.

#### Llargmetratges
| Títol                        | Director(s)                     | País de producció                    |
| ---------------------------- | ------------------------------- | ------------------------------------ |
| The Gravedigger's Wife (CdO) | Khadar Ayderus Ahmed            | Finlàndia, Alemanya, França          |
| Feathers (CdO)               | Omar El Zohairy                 | França, Egypt, Països Baixos, Grècia |
| Olga (CdO)                   | Elie Grappe                     | Suïssa, Ucraïna, França              |
| Rien à foutre (CdO)          | Julie Lecoustre, Emmanuel Marre | França, Bèlgica                      |
| Libertad (CdO)               | Clara Roquet                    | Espanya, Bèlgica                     |
| Piccolo Corpo (CdO)          | Laura Samani                    | Itàlia, França, Bèlgica              |
| Amparo (CdO)                 | Simón Mesa Soto                 | Colòmbia, Suècia, Alemanya, Qatar    |

(CdO) indica pel·lícula elegible per la Caméra d'Or a la millor opera prima.

#### Curtmetratges
| Títol                         | Director(s)           | País de producció                    |
| ----------------------------- | --------------------- | ------------------------------------ |
| Safe                          | Ian Barling           | Estats Units                         |
| Interfon 15                   | Andrei Epure          | Romania                              |
| Über Wasser (QP)              | Jela Hasler           | Suïssa                               |
| Duo Li                        | Zou Jing              | R.P. de la Xina, Hong Kong, Singapur |
| Inherent                      | Nicolai G.H. Johansen | Dinamarca                            |
| Soldat noir                   | Jimmy Laporal-Trésor  | França                               |
| Noir-soleil                   | Marie Larrivé         | França                               |
| Brutalia, Days of Labour (QP) | Manolis Mavris        | Grècia, Bèlgica                      |
| Ma Shelo Nishbar              | Elinor Nechemya       | Israel                               |
| Fang Ke                       | Hao Zhao, Yeung Tung  | R.P. de la Xina                      |

(QP) indica pel·lícula en competició a la Palma Queer.

#### Projeccions especials
| Original title                                                    | Director(s)                | País de producció |
| ----------------------------------------------------------------- | -------------------------- | ----------------- |
| Les Amours d'Anaïs (projecció especial 60è aniversari) (CdO) (QP) | Charline Bourgeois-Tacquet | França            |
| Une histoire d'amour et de désir (pel·lícula de clausura)         | Leyla Bouzid               | França            |
| Une jeune fille qui va bien (CdO)                                 | Sandrine Kiberlain         | França            |
| Bruno Reidal (CdO) (QP)                                           | Vincent Le Port            | França            |
| Robuste (opening film) (CdO)                                      | Constance Meyer            | França            |
| Petite Nature (QP)                                                | Samuel Theis               | França            |

(CdO) indica pel·lícula elegible per la Caméra d'Or a la millor opera prima.
(QP) indica pel·lícula en competició a la Palma Queer.

#### Invitació
Pel·lícules del Festival Internacional de Cinema de Morelia:
| Títol                       | Director(s)              | País de producció |
| --------------------------- | ------------------------ | ----------------- |
| Bisho                       | Pablo Giles              | Mèxic             |
| Un rostro cubierto de besos | Mariano Renteria Garnica | Mèxic             |
| La Oscuridad                | Jorge Sistos Moreno      | Mèxic             |
| Pinky Promise               | Indra Villaseñor Amador  | Mèxic             |

### Quinzena dels Directors
Les següents pel·lícules foren seleccionades per ser projectades a la secció Quinzena dels Directors:

#### Llargmetratges
| Títol                            | Director(s)                                        | País de producció                   |
| -------------------------------- | -------------------------------------------------- | ----------------------------------- |
| A Chiara                         | Jonas Carpignano                                   | Itàlia, Estats Units                |
| A Night of Knowing Nothing (CdO) | Payal Kapadia                                      | Índia                               |
| Ali & Ava                        | Clio Barnard                                       | Regne Unit                          |
| Clara Sola (CdO)                 | Nathalie Álvarez Mesen                             | Suècia, Costa Rica                  |
| De bas étage (CdO)               | Yassine Qnia                                       | França                              |
| Diários de Otsoga                | Miguel Gomes, Maureen Fazendeiro                   | Portugal                            |
| El empleado y el patron          | Manuel Nieto Zas                                   | Uruguai                             |
| Entre les vagues                 | Anaïs Volpé                                        | França                              |
| Europa                           | Haider Rashid                                      | Itàlia                              |
| Futura                           | Pietro Marcello, Francesco Munzi, Alice Rohrwacher | Itàlia                              |
| Întregalde                       | Radu Muntean                                       | Romania                             |
| Jadde khaki (CdO) جاده خاکی      | Panah Panahi                                       | Iran                                |
| Les Magnétiques (CdO)            | Vincent Maël Cardona                               | França                              |
| Luaneshat e kodrës (CdO) (QP)    | Luàna Bajrami                                      | França, Kosovo                      |
| Medusa                           | Anita Rocha da Silveira                            | Brasil                              |
| Mon légionnaire                  | Rachel Lang                                        | França, Bèlgica                     |
| Murina (CdO)                     | Antoneta Alamat Kusijanović                        | Croàcia, Estats Units, Brasil       |
| Neptune Frost (QP)               | Saul Williams, Anisia Uzeyman                      | Ruanda, Estats Units                |
| Ouistreham                       | Emmanuel Carrère                                   | França                              |
| Re Granchio                      | Alessio Rigo de Righi, Matteo Zoppis               | Itàlia, Argentina, França           |
| Retour à Reims (Fragments) (QP)  | Jean-Gabriel Périot                                | França                              |
| The Souvenir Part II             | Joanna Hogg                                        | Estats Units, Regne Unit, Irlanda   |
| Yong an zhen gu shi ji           | Shujun Wei                                         | R.P. de la Xina                     |
| The Sea Ahead (CdO) البحر أمامكم | Ely Dagher                                         | Líban, Bèlgica, Estats Units, Qatar |

(CdO) indica pel·lícula elegible per la Caméra d'Or a la millor opera prima.
(QP) indica pel·lícula en competició a la Palma Queer.

#### Projeccions especialss
| Títol             | Director(s)       | País de producció        |
| ----------------- | ----------------- | ------------------------ |
| Monrovia, Indiana | Frederick Wiseman | Estats Units             |
| The Souvenir      | Joanna Hogg       | Regne Unit, Estats Units |

#### Curtmetratges i migmetratges
| Títol                               | Director(s)                 | País de producció |
| ----------------------------------- | --------------------------- | ----------------- |
| The Vandal                          | Eddie Alcazar               | Estats Units      |
| Când noaptea se întâlnește cu zorii | Andreea Cristina Borțun     | Romania           |
| Simone est partie (QP)              | Mathilde Chavanne           | França            |
| The Parents' Room                   | Diego Marcon                | Itàlia            |
| The Windshield Viper                | Alberto Mielgo              | Espanya           |
| Anxious Body                        | Yoriko Mizushiri            | Japó, França      |
| Sycorax                             | Lois Patiño, Matías Piñeiro | Espanya           |
| El Espacio sideral                  | Sebastián Schjaer           | Argentina         |
| Train Again                         | Peter Tscherkassky          | Àustria           |

(QP) indica pel·lícula en competició a la Palma Queer.

## Premis

### Premis oficials

#### En competició
Es van lliurar els següents premis per a pel·lícules projectades en competició:
- Palma d'Or: Titane de Julia Ducournau
- Grand Prix: 
  - Ghahreman d'Asghar Farhadi
  - Hytti nro 6 de Juho Kuosmanen
- Millor director: Leos Carax per Annette
- Millor actriu: Renate Reinsve per Verdens verste menneske
- Millor actor: Caleb Landry Jones per Nitram
- Millor guió: Ryusuke Hamaguchi & Takamasa Oe per Doraibu mai kā
- Premi del Jurat: 
  - Hadereḵ de Nadav Lapid
  - Memoria d'Apichatpong Weerasethakul

#### Un Certain Regard
- Premi Un Certain Regard: Razzhimaja kulaki de Kira Kovalenko
- Premi del Jurat Un Certain Regard: Great Freedom de Sebastian Meise
- Premi Ensemble Un Certain Regard: Bonne mère de Hafsia Herzi
- Premi del Coratge Un Certain Regard Prize of Courage: La civil de Teodora Mihai
- Premi a la Originalitat Un Certain Regard: Lamb de Valdimar Jóhannsson
- Menció Especial Un Certain Regard: Noche de fuego de Tatiana Huezo

#### Caméra d'Or
- Caméra d'Or: Murina d'Antoneta Alamat Kusijanović

#### Curtmetratges
- Palma d'Or al millor curtmetratge: All the Crows in the World de Tang Yi
- Menció especial: Céu de Agosto de Jasmin Tenucci

#### Cinéfondation
- Primer Premi: The Salamander Child de Théo Degen
- Segon Premi: Cicada de Yoon Daewoen
- Tercer Premi: 
  - Love Stories on the Move de Carina-Gabriela Daşoveanu
  - Cantareira de Rodrigo Ribeyro

#### Palma d'Or Honorífica
- Palma d'Or Honorífica: Jodie Foster i Marco Bellocchio

### Premis independents

#### Premis FIPRESCI
- En Competició: Doraibu mai kā de Ryusuke Hamaguchi
- Un Certain Regard: Un monde de Laura Wandel
- Secció paral·lela: Feathers de Omar El Zohairy (Setmana de la Crítica)

#### Premi Ecumènic
- Premi del Jurat Ecumènic: Doraibu mai kā de Ryusuke Hamaguchi
- Menció especial: Hytti nro 6 de Juho Kuosmanen

#### Setmana de la Crítica
- Gran Premi Nespresso: Feathers de Omar El Zohairy
- Premi Leitz Cine Discovery al curtmetratge: Lili Alone de Zou Jing
- Premi Louis Roederer Foundation Rising Star: Sandra Melissa Torres per Amparo

#### Quinzena dels Directors
- Premi Europa Cinemas Label a la millor pel·lícula europea: A Chiara de Jonas Carpignano
- Premi SACD a la millor pel·lícula en llengua francesa: Magnetic Beats de Vincent Maël Cardona
- Carrosse d'Or: Frederick Wiseman

#### L'Œil d'or
- L'Œil d'or: A Night of Knowing Nothing de Payal Kapadia

#### Palma Queer
- Premi Queer Palm: La Fracture de Catherine Corsini

#### Prix François Chalais
- Premi François Chalais: Ghahreman de Asghar Farhadi
- Menció especial: Freda de Gessica Généus

#### Premi Cannes Soundtrack
- Premi Cannes Soundtrack:
  - Ron Mael & Russell Mael per Annette
  - Rone per Les Olympiades

#### Palm Dog
- Premi Palm Dog: Rosie, Dora i Snowbear per The Souvenir Part II

#### Trophée Chopard
- Trophée Chopard: Jessie Buckley i Kingsley Ben-Adir